# Ginástica nos Jogos Europeus de 2019
As competições de ginástica nos Jogos Europeus de 2019 foram realizados na Minsk Arena, em Minsk, na Bielorrússia, entre  22 a 30 de junho de 2019. Foram realizados cinco disciplinas; artística, rítmica, trampolim, aeróbica e acrobática.

## Calendário
| Junho                | Junho | 21 | 22 | 23 | 24 | 25 | 26 | 27 | 28 | 29 | 30 |
| -------------------- | ----- | -- | -- | -- | -- | -- | -- | -- | -- | -- | -- |
| Ginástica            |       |    |    |    |    |    |    |    |    |    |    |
| Ginástica Acrobática |       | 4  | 2  |    |    |    |    |    |    |    |    |
| Ginástica Aeróbica   |       |    |    | 1  | 1  |    |    |    |    |    |    |
| Ginástica Artística  |       |    |    |    |    |    | ●  |    | 2  | 10 |    |
| Ginástica Rítmica    |       | 1  | 7  |    |    |    |    |    |    |    |    |
| Trampolín            |       |    |    | 2  | 2  |    |    |    |    |    |    |

|  | Dia de competição |  | Dia de final |

## Qualificação
Um total de 286 atletas se classificaram para as competições de ginástica. A qualificação foi baseada nos resultados dos Campeonatos Mundiais ou Europeus em cada disciplina.

### Sistema qualificatório
| Evento                                             | Data                   | Local       |
| -------------------------------------------------- | ---------------------- | ----------- |
| Campeonato Europeu de Ginástica de Trampolim 2018  | 12–15 abril 2018       | Baku        |
| Campeonato Mundial de Ginástica Acrobática de 2018 | 13–15 de abril de 2018 | Antuérpia   |
| Campeonato Mundial de Ginástica Aeróbica de 2018   | 1–3 de junho de 2018   | Guimarães   |
| Campeonato Europeu de Ginástica Rítmica de 2018    | 1–3 de junho de 2018   | Guadalajara |
| Campeonato Europeu de Ginástica Artística de 2018  | 2–12 de agosto de 2018 | Glasgow     |
| Campeonato Europeu de Ginástica Artística de 2019  | 10–14 de abril de 2019 | Estetino    |

### Resumo da qualificação
| Nacionalidade     | Acrobática | Acrobática | Aeróbica | Aeróbica | Artística | Artística | Rítmica    | Rítmica | Trampolim | Trampolim | Total |
| Nacionalidade     | Duplas     | Grupos     | Pares    | Grupos   | Masculino | Feminino  | Individual | Grupo   | Masculino | Feminino  | Total |
| ----------------- | ---------- | ---------- | -------- | -------- | --------- | --------- | ---------- | ------- | --------- | --------- | ----- |
| ARM Armênia       |            |            |          |          | 3         |           |            |         |           |           | 3     |
| AUT Áustria       |            |            |          |          |           | 1         | 1          |         |           |           | 2     |
| AZE Azerbaijão    | 2          |            |          |          | 1         | 1         | 1          | 5       | 2         |           | 12    |
| BLR Bielorrússia  | 2          | 3          | X        | 5        | 3         | 2         | 1          | 5       | 2         | 2         | 25    |
| BEL Bélgica       |            | 3          |          |          | 1         | 2         |            |         |           |           | 6     |
| BUL Bulgária      |            |            | X        | 5        | 1         | 1         | 1          | 5       | 1         | 2         | 16    |
| CRO Croácia       |            |            |          |          | 1         |           |            |         |           |           | 1     |
| CYP Chipre        |            |            |          |          | 1         |           |            |         |           |           | 1     |
| CZE Chéquia       |            |            |          | 5        |           | 2         |            |         | 1         | 1         | 9     |
| DEN Dinamarca     |            |            |          |          |           |           |            |         | 1         |           | 1     |
| EST Estônia       |            |            |          |          |           |           |            | 5       |           |           | 5     |
| FIN Finlândia     |            |            |          |          | 2         |           |            |         |           |           | 2     |
| FRA França        | 2          | 3          |          |          | 3         | 3         |            |         | 2         | 2         | 15    |
| GEO Geórgia       |            |            |          |          |           |           | 1          |         | 1         | 2         | 4     |
| GBR Grã-Bretanha  |            | 3          |          | 5        | 3         | 2         |            |         | 1         | 1         | 15    |
| GRE Grécia        |            |            |          |          | 1         | 1         | 1          |         | 1         | 1         | 5     |
| HUN Hungria       |            |            | 2        |          | 2         | 3         | 1          |         |           |           | 8     |
| ISL Islândia      |            |            |          |          | 1         | 1         |            |         |           |           | 2     |
| IRL Irlanda       |            |            |          |          | 1         | 1         |            |         |           |           | 2     |
| ISR Israel        |            | 3          |          |          | 3         | 1         | 1          |         |           |           | 8     |
| ITA Itália        |            |            | X        | 5        | 3         |           | 1          | 5       | 1         | 1         | 16    |
| LAT Letônia       |            |            |          |          |           | 1         |            |         |           |           | 1     |
| LTU Lituânia      |            |            |          |          | 1         |           |            |         |           |           | 1     |
| LUX Luxemburgo    |            |            |          |          |           | 1         |            |         |           |           | 1     |
| NED Países Baixos | 2          | 3          |          |          |           | 2         |            |         |           | 2         | 9     |
| NOR Noruega       |            |            |          |          | 1         |           |            |         |           |           | 1     |
| POL Polônia       |            |            |          |          | 1         | 1         |            |         | 2         |           | 4     |
| POR Portugal      |            | 3          | 2        |          |           | 1         |            |         | 2         | 2         | 10    |
| ROU Romênia       |            |            | X        | 5        |           | 1         | 1          |         |           |           | 7     |
| RUS Rússia        | 2          |            | 2        | 5        | 3         | 3         | 1          | 5       | 2         | 2         | 25    |
| SVK Eslováquia    |            |            |          |          | 1         | 1         |            |         |           |           | 2     |
| SLO Eslovênia     |            |            |          |          |           | 3         |            |         |           |           | 3     |
| ESP Espanha       | 2          |            | 1        | 5        | 3         | 1         |            | 5       |           | 1         | 18    |
| SWE Suécia        |            |            |          |          |           | 1         |            |         | 2         | 1         | 4     |
| SUI Suíça         |            |            |          |          | 2         |           |            |         |           | 1         | 3     |
| TUR Turquia       |            |            |          |          | 3         | 1         |            |         | 1         |           | 5     |
| UKR Ucrânia       | 2          | 3          |          |          | 3         | 3         | 1          | 5       | 2         | 2         | 21    |
| 37 CONs           | 14         | 24         | 47       | 47       | 48        | 41        | 12         | 40      | 24        | 23        | 273   |

## Medalhistas
Os seguintes ginastas receberam medalhas.

## Resumo de medalhas

### Acrobática
Feminino
| Evento     | Ouro                                                               | Prata                                                                        | Bronze                                                                       |
| ---------- | ------------------------------------------------------------------ | ---------------------------------------------------------------------------- | ---------------------------------------------------------------------------- |
| Geral      | BEL Bélgica Talia De Troyer Britt Vanderdonckt Charlotte Van Royen | POR Portugal Francisca Maia Francisca Sampaio Maia Bárbara da Silva Sequeira | BLR Bielorrússia Veranika Nabokina Julia Ivonchyk Karina Sandovich           |
| Equilíbrio | BLR Bielorrússia Veranika Nabokina Julia Ivonchyk Karina Sandovich | BEL Bélgica Talia De Troyer Britt Vanderdonckt Charlotte Van Royen           | POR Portugal Francisca Maia Francisca Sampaio Maia Bárbara da Silva Sequeira |
| Dinâmica   | BEL Bélgica Talia De Troyer Britt Vanderdonckt Charlotte Van Royen | POR Portugal Francisca Maia Francisca Sampaio Maia Bárbara da Silva Sequeira | BLR Bielorrússia Veranika Nabokina Julia Ivonchyk Karina Sandovich           |

Misto
| Evento     | Ouro                                         | Prata                                                | Bronze                                               |
| ---------- | -------------------------------------------- | ---------------------------------------------------- | ---------------------------------------------------- |
| Geral      | RUS Rússia Kirill Startsev Victora Aksenova  | AZE Azerbaijão Abdulla Al-Mashaykhi Ruhidil Gurbanli | BLR Bielorrússia Artur Beliakou Volha Melnik         |
| Equilíbrio | BLR Bielorrússia Artur Beliakou Volha Melnik | RUS Rússia Kirill Startsev Victora Aksenova          | AZE Azerbaijão Abdulla Al-Mashaykhi Ruhidil Gurbanli |
| Dinâmica   | RUS Rússia Kirill Startsev Victora Aksenova  | AZE Azerbaijão Abdulla Al-Mashaykhi Ruhidil Gurbanli | BLR Bielorrússia Artur Beliakou Volha Melnik         |

### Aeróbica
| Evento        | Ouro                                                                                   | Prata                                                                                         | Bronze                                                                          |
| ------------- | -------------------------------------------------------------------------------------- | --------------------------------------------------------------------------------------------- | ------------------------------------------------------------------------------- |
| Pares mistos  | ITA Itália Davide Donati Michela Castoldi                                              | ROU Romênia Dacian Barna Andreea Bogati                                                       | RUS Rússia Grigorii Shikhaleev Tatyana Konakova                                 |
| Grupos mistos | RUS Rússia Garsevan Dzhanazian Timur Kulaev Ilia Ostapenko Petr Perminov Roman Semenov | BUL Bulgária Tihomir Barotev Ivelina Lukaki Antonio Papazov Darina Pashova Ana Maria Stoilova | ROU Romênia Dacian Barna Gabriel Bocşer Andreea Bogati Marian Broţei Mihai Popa |

### Artística
Masculino
| Evento           | Ouro                         | Prata                                 | Bronze                               |
| ---------------- | ---------------------------- | ------------------------------------- | ------------------------------------ |
| Individual geral | David Belyavskiy RUS Rússia  | Oleg Verniaiev UKR Ucrânia            | Vladislav Polyashov RUS Rússia       |
| Solo             | Emil Soravuo FIN Finlândia   | Giarnni Regini-Moran GBR Grã-Bretanha | Petro Pakhniuk UKR Ucrânia           |
| Cavalo com alças | David Belyavskiy RUS Rússia  | Oleg Verniaiev UKR Ucrânia            | Andrey Likhovitskiy BLR Bielorrússia |
| Argolas          | Marco Lodadio ITA Itália     | Vahagn Davtyan ARM Armênia            | Igor Radivilov UKR Ucrânia           |
| Salto            | Artur Davtyan ARM Armênia    | Dmitriy Lankin RUS Rússia             | Igor Radivilov UKR Ucrânia           |
| Barras paralelas | Oleg Verniaiev UKR Ucrânia   | Marios Georgiou CYP Chipre            | Ferhat Arıcan TUR Turquia            |
| Barra fixa       | Robert Tvorogal LTU Lituânia | Ahmet Önder TUR Turquia               | Dávid Vecsernyés HUN Hungria         |

Feminino
| Evento              | Ouro                            | Prata                         | Bronze                                  |
| ------------------- | ------------------------------- | ----------------------------- | --------------------------------------- |
| Individual geral    | Angelina Melnikova RUS Rússia   | Lorette Charpy FRA França     | Diana Varinska UKR Ucrânia              |
| Salto               | Teja Belak SLO Eslovênia        | Angelina Melnikova RUS Rússia | Sára Péter HUN Hungria                  |
| Barras assimétricas | Angelina Melnikova RUS Rússia   | Becky Downie GBR Grã-Bretanha | Anastasiya Alistratava BLR Bielorrússia |
| Trave               | Nina Derwael BEL Bélgica        | Angelina Melnikova RUS Rússia | Diana Varinska UKR Ucrânia              |
| Solo                | Anastasia Bachynska UKR Ucrânia | Aneta Holasová CZE Chéquia    | Jessica Castles SWE Suécia              |

### Rítmica
Individual
| Evento | Ouro                    | Prata                               | Bronze                              |
| ------ | ----------------------- | ----------------------------------- | ----------------------------------- |
| Geral  | Dina Averina RUS Rússia | Linoy Ashram ISR Israel             | Katsiaryna Halkina BLR Bielorrússia |
| Arco   | Dina Averina RUS Rússia | Katsiaryna Halkina BLR Bielorrússia | Vlada Nikolchenko UKR Ucrânia       |
| Bola   | Linoy Ashram ISR Israel | Katrin Taseva BUL Bulgária          | Dina Averina RUS Rússia             |
| Maças  | Linoy Ashram ISR Israel | Dina Averina RUS Rússia             | Vlada Nikolchenko UKR Ucrânia       |
| Fita   | Dina Averina RUS Rússia | Linoy Ashram ISR Israel             | Katrin Taseva BUL Bulgária          |

Grupo

### Trampolim
| Evento                 | Ouro                                                   | Prata                                        | Bronze                                     |
| ---------------------- | ------------------------------------------------------ | -------------------------------------------- | ------------------------------------------ |
| Masculino              | Uladzislau Hancharou BLR Bielorrússia                  | Mikhail Melnik RUS Rússia                    | Diogo Ganchinho POR Portugal               |
| Masculino sincronizado | POL Polônia Łukasz Jaworski Artur Zakrzewski           | UKR Ucrânia Anton Davydenko Mykola Prostorov | FRA França Sébastien Martiny Allan Morante |
| Feminino               | Léa Labrousse FRA França                               | Luba Golovina GEO Geórgia                    | Hanna Hancharova BLR Bielorrússia          |
| Feminino sincronizado  | BLR Bielorrússia Hanna Hancharova Maryia Makharynskaya | UKR Ucrânia Maryna Kyiko Svitlana Malkova    | RUS Rússia Irina Kundius Yana Pavlova      |

## Quadro de medalhas
| Ordem | País             | Medalha de ouro | Medalha de prata | Medalha de bronze |    |
| ----- | ---------------- | --------------- | ---------------- | ----------------- | -- |
| 1     | RUS Rússia       | 11              | 6                | 5                 | 22 |
| 2     | BLR Bielorrússia | 6               | 1                | 9                 | 16 |
| 3     | BEL Bélgica      | 3               | 1                |                   | 4  |
| 4     | UKR Ucrânia      | 2               | 5                | 7                 | 14 |
| 5     | ISR Israel       | 2               | 2                |                   | 4  |
| 6     | ITA Itália       | 2               |                  |                   | 2  |
| 7     | FRA França       | 1               | 1                | 1                 | 3  |
| 8     | ARM Armênia      | 1               | 1                |                   | 2  |
| 9     | FIN Finlândia    | 1               |                  |                   | 1  |
|       | LTU Lituânia     | 1               |                  |                   | 0  |
|       | POL Polônia      | 1               |                  |                   | 0  |
|       | SLO Eslovênia    | 1               |                  | 2                 | 3  |
| 13    | BUL Bulgária     |                 | 4                | 2                 | 6  |
| 14    | PRT Portugal     |                 | 2                | 2                 | 4  |
| 15    | AZE Azerbaijão   |                 | 2                | 1                 | 3  |
| 16    | GBR Grã-Bretanha |                 | 2                |                   | 2  |
| 17    | ROU Romênia      |                 | 1                | 1                 | 2  |
|       | TUR Turquia      |                 | 1                | 1                 | 2  |
| 19    | CYP Chipre       |                 | 1                |                   | 1  |
|       | CZE Chéquia      |                 | 1                |                   | 1  |
|       | GEO Geórgia      |                 | 1                |                   | 1  |
| 22    | HUN Hungria      |                 |                  | 2                 | 2  |
| 23    | SWE Suécia       |                 |                  | 1                 | 1  |
| TOTAL | TOTAL            | 32              | 32               | 32                | 96 |